# Herniques
Les Herniques ou Hernici en latin, sont une population italique du Latium antique.
Ils forment une ligue autour de la ville d'Anagnia dans la vallée du Tolerus (aujourd'hui le Sacco (it)), sur la rive gauche de cette rivière. Les autres principales cités herniques sont Aletrium, Verulae et Ferentinum.
Rien ne prouve que les Herniques aient jamais parlé un dialecte réellement différent du latin, mais une ou deux gloses indiquent qu’ils eurent des traits caractéristiques de vocabulaire, comme on peut s’y attendre chez les peuples qui ont maintenu des habitudes locales. Leur nom avec sa terminaison en « -cus  » les classe avec les autres tribus dont le nom se termine en « -cus », comme les Volsques, qui semblent avoir été les premiers habitants de la côte occidentale de l'Italie, où ils étaient établis avant les tribus dont le nom est suffixé en « -nus ».
À la fin du VIe siècle av. J.-C. et pendant le Ve siècle av. J.-C., un refroidissement climatique, provoque la migration des peuples sabelliens qui descendent des Apennins pour investir les plaines d'Italie : parmi eux, les Herniques s'installent à l'est de la cité de Signia, au sud-est des Latins, au sud des Èques, au sud-ouest des Marses et au nord des Volsques qui occupent les marais pontins et la vallée de la Liris.
Au début du Ve siècle av. J.-C., les Herniques, à l'instar des Volsques et des Èques, manifestent une hostilité croissante contre les Latins mais la période de conflit est de courte durée. Ils se rallient à la ligue latine et à Rome dès 486 av. J.-C. selon la tradition et combattent dorénavant leurs turbulents voisins,,. L'alliance avec Rome se dégrade au IVe siècle av. J.-C. jusqu'à la guerre romano-hernique de 362 à 358 av. J.-C. Ils sont alors soumis par Rome jusqu'à la rébellion finale de 307/306 av. J.-C. Les cités rebelles herniques sont alors directement intégrées dans la République romaine tandis que celles qui sont restées loyales gardent une certaine autonomie et indépendance. Au cours du siècle suivant, il devient impossible de distinguer les Herniques des voisins latins et ils disparaissent en tant que peuple distinct.

## Les Herniques dans l'histoire romaine

### Conflits avec la ligue latine et Rome (495 et 487)
Situés entre les Èques et les Volsques, les Herniques manifestent une hostilité nouvelle contre les Latins mais la période de conflit est de courte durée,,.
En 495, les Volsques et les Herniques forment une coalition pour attaquer les Latins et Rome, alliés. En proie à des dissensions internes, les Volsques marchent jusqu'aux portes de Rome où ils sont vaincus.
En 487, les deux mêmes peuples sont en guerre contre les Latins et Rome. Le consul romain Caius Aquillius Tuscus reçoit le commandement contre les Herniques,, qu'il vainc,. Il aurait eu droit à l'ovation. Son collègue est chargé de combattre les Volsques,. Selon Tite-Live, « les avantages sont balancés ». Selon Denys d'Halicarnasse, il écrase une armée volsque, tue leur général, et reçut le triomphe pour sa victoire.

### Alliance entre les Herniques, la ligue latine et Rome (486)
Les Herniques, encerclés de part et d'autre par les Volsques et les Èques, après avoir fait cause commune avec eux dans les premières années du Ve siècle av. J.-C., se sentent sans doute menacé. Plusieurs communautés latines périphériques semblent submergées et pour répondre à cette nouvelle menace que représente l'arrivée des peuples sabelliens, les Latins se lient par le fœdus Cassianum, vers 493 av. J.-C. selon la tradition antique, une alliance militaire conclue entre la ligue latine et Rome.
Ils se rallient aux Latins et à Rome dès 486 selon la tradition,,. Ils sont suffisamment puissants pour conclure un traité sur des bases égales avec ces derniers.

### Guerres contre les Volsques et les Èques (485 - 390)
Les sources antiques montrent Rome, les Latins et les Herniques lutter contre les Volsques ou les Èques presque chaque année pendant toute la première moitié du Ve siècle av. J.-C. Ce conflit presque permanent est plutôt dominé par des raids, des pillages et des escarmouches plutôt que par les batailles mises en scène par les auteurs antiques.
Au cours de la deuxième moitié du Ve siècle av. J.-C., ils semblent avoir endigué le flot volsque et èque. Les sources notent la fondation de plusieurs colonies romano-latines à cette époque, et les mentions de guerres contre les Èques et les Volsques deviennent moins fréquentes.

### Relâchement de l'alliance romano-latino-hernique (389)
Tite-Live écrit qu'en 389, après une centaine d'années d'alliance et d'amitié, les Latins et les Herniques font défection et abandonnent leur alliance avec Rome après sa mise à sac par les Gaulois. Ensuite, en 386 et 385, des contingents latins et herniques combattent aux côtés des Volsques. Rome proteste et refuse de restituer les prisonniers latins et herniques, mais ne déclare pas pour autant la guerre à ses anciens alliés.
Tite-Live voit le sac de Rome par les Gaulois comme une catastrophe qui encourage ses voisins à se soulever contre elle dans l'espoir de profiter de sa faiblesse temporaire. Les historiens modernes pensent cependant que la tradition ancienne exagère l'impact historique du sac. De même, ils sont en désaccord avec le point de vue de Tite-Live sur la défection des Herniques. Ils considèrent que la rupture de l'alliance n'a pas été aussi soudaine mais découle plutôt d'une dégradation progressives des relations,.
La rupture du traité est peut-être davantage due à une politique voulue par Rome qui cherche ainsi à se libérer de ses obligations imposée par le traité et acquérir une plus grande liberté d'action. Mais les Latins et les Herniques, n'étant plus menacés par les Èques et les Volsques, peuvent également avoir saisi l'occasion laissée par le sac de Rome pour abandonner l'alliance avec Rome qui les dominait de plus en plus. Après la rupture du traité, certains Latins et Herniques ont pu être amenés à lutter aux côtés des Volsques mais il se peut également que ce soit une invention de Tite-Live ou de ses sources pour fournir un motif littéraire à son récit.
Excepté quelques douteuses références, aucun conflit n'est rapporté entre les Romains et les Herniques jusqu'en 366.

### Guerre romano-hernique (362-358)
Selon Tite-Live, en 366, la nouvelle de la rébellion des Herniques parvient à Rome, mais aucune décision n'est prise, à cause du consul plébéien selon l'historien romain. Après que les fétiaux ont été envoyés en vain chez les Herniques pour exiger réparation, le Sénat et le peuple romain votent en 362 la guerre contre les Herniques. Lucius Genucius Aventinensis devient le premier consul plébéien à commander une armée en temps de guerre, mais les Herniques surprennent Genucius dans une embuscade. Le consul est tué et ses légions sont mises en déroute. Réfugiées dans un camp, elles sont secourues par le dictateur Appius Claudius Crassus Inregillensis (en) qui repousse les Herniques. Les Herniques profitent de la nuit pour abandonner leur camp et se retirer. Voyant passer les ennemis sous leurs murs, les habitants de Signia sortent et dispersent les forces herniques. Le bilan côté romain est également lourd, avec un quart de leur force tombé ainsi qu'une part considérable de la cavalerie.
En 361, les consuls romains envahissent le territoire hernique. Ne trouvant aucun ennemi sur le terrain, ils attaquent et prennent Ferentinum. Le consul Caius Sulpicius Peticus entre en triomphe à Rome. En 360, le consul Marcus Fabius Ambustus vainc les Herniques d'abord dans quelques batailles mineures, puis dans une de plus grande envergure dans laquelle les Herniques attaquent avec toutes leurs forces. Grâce ses victoires, Fabius entre dans la ville de Rome en ovation,.
En 358, les Romains assignent à Caius Plautius Proculus le commandement de la guerre hernique. Le consul vainc les Herniques, les force à se soumettre et triomphe.

### Rébellion finale des Herniques (307-306)
Selon les auteurs antiques, vers la fin de la deuxième guerre samnite, en 307, les Romains trouvent un certain nombre d'hommes d'origine hernique parmi les prisonniers capturés lors d'une bataille contre les Samnites. Ils sont placés sous bonne garde dans plusieurs cités latines tandis que les Romains enquêtent pour savoir s'ils ont combattu volontairement pour les Samnites ou s'ils ont été enrôlés de force.
Les historiens modernes parlent d'un soulèvement en 306, conséquence d'une attaque samnite au-delà de la vallée du Liris, dans celle du Tolerus menant à Rome, région où sont installés les Herniques. Anagni fait partie des cités révoltées, ce qui est moins sûr pour Ferentinum,.
Ils sont facilement vaincus par les Romains. Le consul Quintus Marcius Tremulus triomphe sur Anagni et les Herniques.
Comme punition pour leur sédition, Anagni et les autres villes sont annexées à la République romaine, obtenant le statut de civitas sine suffragio. Aletrium, Verulae et peut-être Ferentinum sont autorisées à conserver leur autonomie et à jouir de droits similaires à ceux des Latins.

### Après leur soumission
Le nom des Herniques, comme celui des Volsques, est absent de la liste des peuples italiens en mesure de fournir des troupes en 225 av. J.-C.
Ce dont on déduit que leur territoire ne se différencie plus du Latium et a probablement reçu la citoyenneté romaine complète. Les plus anciennes inscriptions latines de district datent de la guerre sociale et ne présentent pas de caractéristiques locales.